# Berrendorf-Wüllenrath
Berrendorf-Wüllenrath ist ein Ortsteil der Stadt Elsdorf im nordrhein-westfälischen Rhein-Erft-Kreis.

## Lage
Berrendorf-Wüllenrath grenzt im Nordwesten an Giesendorf, im Nordosten an Grouven und im Osten an Widdendorf. Im Südwesten grenzt Berrendorf-Wüllenrath an den Tagebau Hambach.

## Geschichte

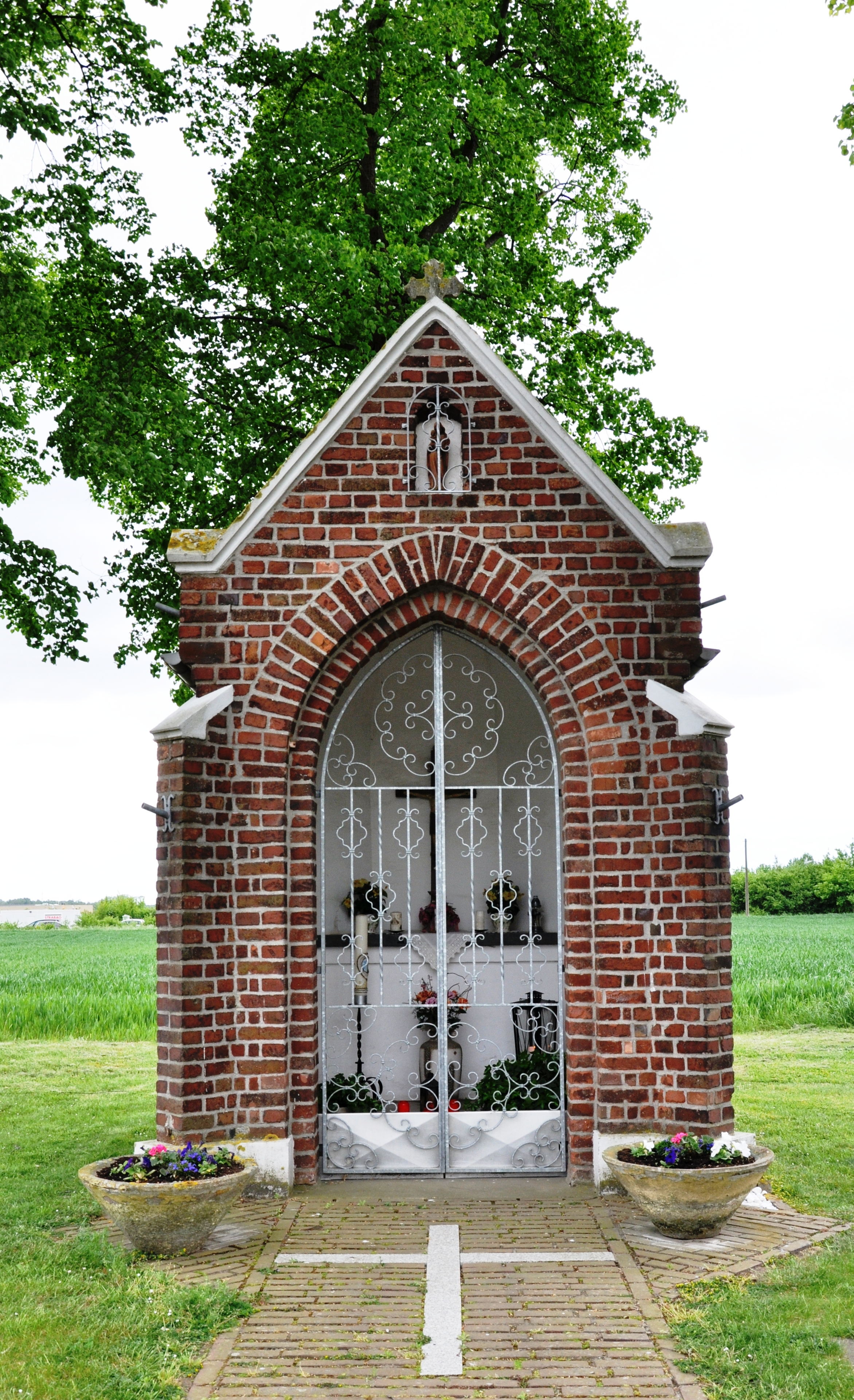
Wegekapelle Kerpener Straße / Höhe Schulweg

Aus der Römerzeit konnten in Berrendorf-Wüllenrath Überreste entdeckt werden.
Der Ortsname Berrendorf entstand vermutlich in der Frankenzeit, so wie viele Ortsnamen, die auf den Zusatz „-dorf“ enden. Namensgeber wird wohl ein Franke gewesen sein, der Bero hieß. Vom 12. bis zum 14. Jahrhundert wurde Berrendorf unter anderem als Beredorf, Berindorp, Berendorpe oder Beyrendorp bezeichnet.
Erstmals erwähnt wurde Berrendorf im Jahr 1108. Eine Urkunde nennt als Grundherrin von „Berendorp“ die Abtei St. Truiden in Belgien. Spuren kirchlichen Lebens findet man im Jahr 1378: Der „liber valoris“, ein um 1300 angelegtes Abgaberegister, erwähnt in Berrendorf eine Kapelle, die als Filialkirche dem Pfarrer von Paffendorf unterstand. Zum Einzugsbereich der Berrendorfer Kapelle gehörten die Ortschaften „Groiffen, Kutz, Willenraid und Etzweiler“(Grouven, der vor Jahrhunderten untergegangene Hof Kutzde, Wüllenrath und Etzweiler). Im Jahr 1570 schließlich wurde Berrendorf zur selbstständigen Pfarrei.
Seit Jahrhunderten schon wird in Berrendorf der Apostel Matthias verehrt. Der Überlieferung nach hat im Jahr 1442 im Ort die Pest gewütet. Drei Berrendorfer sollen sich Pilgern angeschlossen haben, die auf dem Weg zum Grab des Apostels in Trier waren. Mit der Pilgerfahrt endete die Seuche, und von diesem Zeitpunkt an machen sich bis heute alljährlich Berrendorfer zu Fuß nach Trier auf: Die Matthias-Bruderschaft war geboren. Nur wenige Jahre danach, im Jahr 1464, wurde die Sebastianus-Bruderschaft gegründet. Seit 1836 gibt es auch eine Kevelaerbruderschaft im Dorf, und eine Odiliabruderschaft existierte bis in die 1980er Jahre.

## Einwohnerentwicklung
- 2007: 3.641 Einwohner
- 2008: 3.611 Einwohner
- 2009: 3.564 Einwohner
- 2010: 3.553 Einwohner
- 2011: 3.492 Einwohner
- 2012: 3.480 Einwohner
- 2014: 3.434 Einwohner
- 2018: 3.442 Einwohner[2]
- 2019: 3.499 Einwohner[2]

## Religion
- Katholische Kirche St. Michael

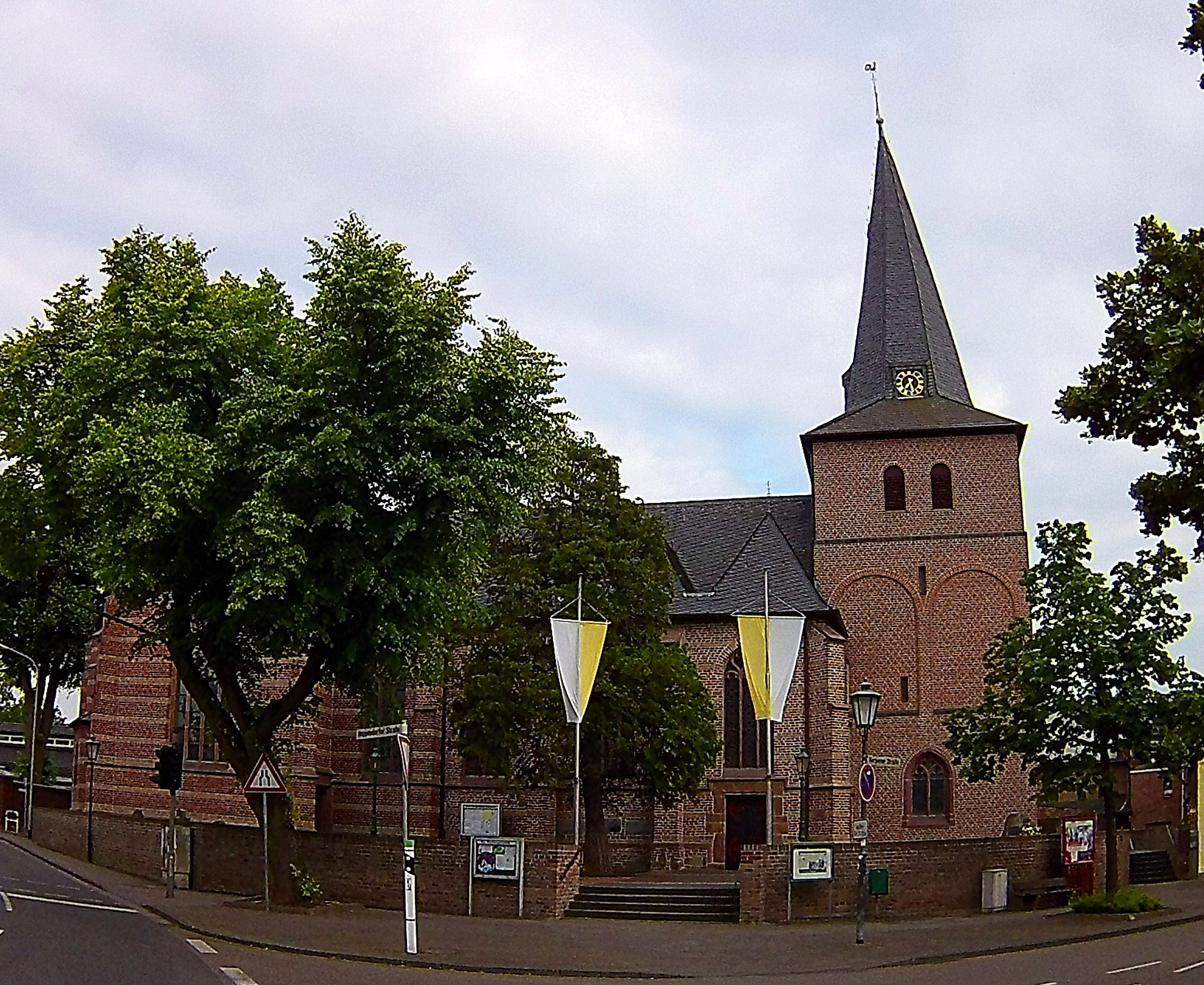
St. Michael, Nordseite
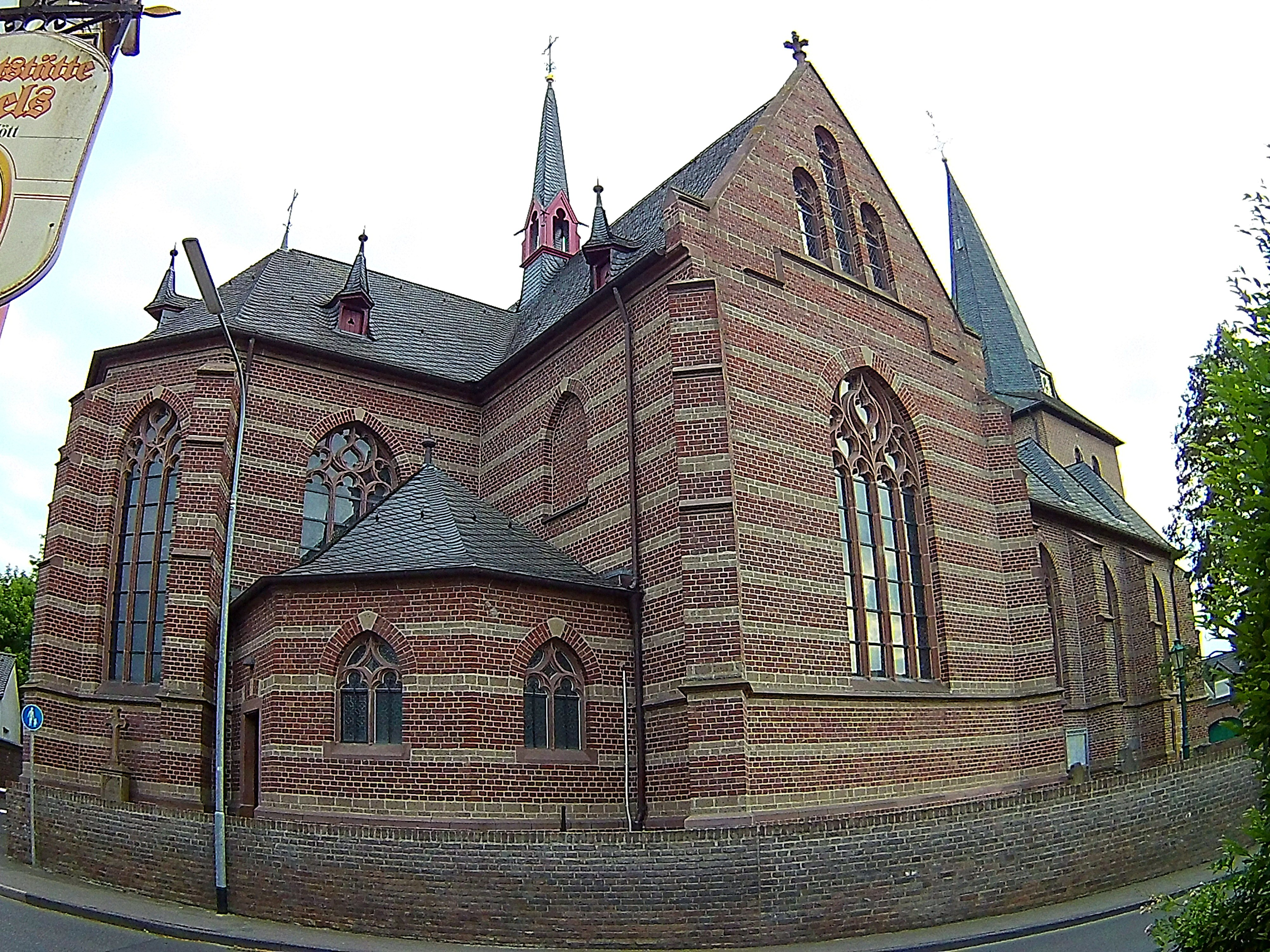
St. Michael, Nordwestseite
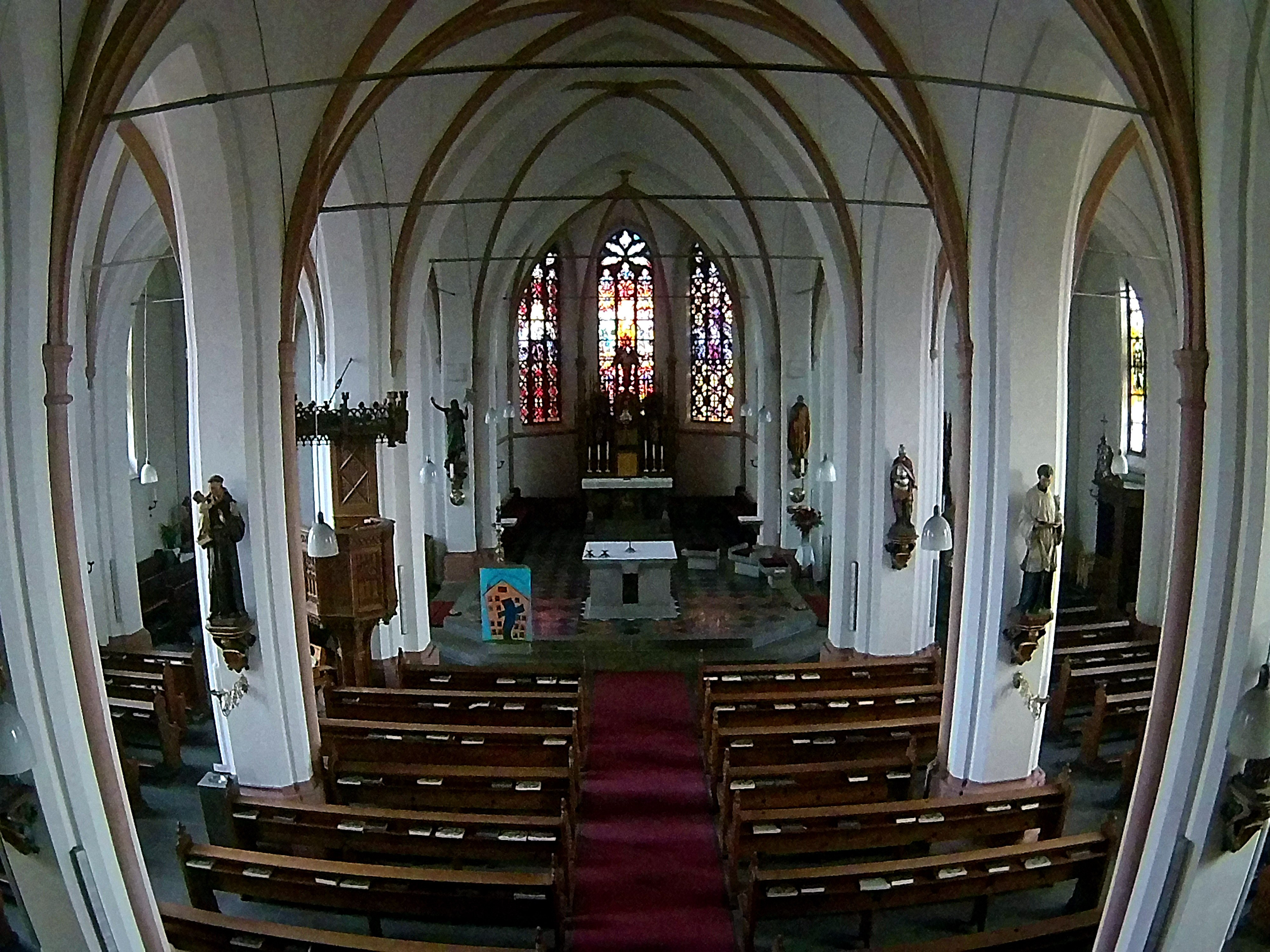
Katholische Kirche St. Michael, Innenansicht

## Bürgewald
Berrendorf sowie Wüllenrath gehören zu den so genannten „Bürgewaldgemeinden“, die Rechte am Bürgewald besaßen. Dies ist der Legende nach dem heiligen Arnold von Arnoldsweiler zu verdanken, durch den legendären „Ritt um den Bürgewald“. Hauptort der Bürgewaldgemeinden ist Arnoldsweiler. Dort mussten die beiden Dörfer am Pfingstdienstag, später am Pfingstmontag, dem heiligen Arnold eine Kerze opfern. Dieser Wachszins wurde erst im 19. Jahrhundert aufgelöst.

## Einrichtungen
- Grundschule (Eulenschule)
- Sonderschule für Sprachförderung
- Drei Kindertagesstätten
- Freiwillige Feuerwehr (Löschgruppe Berrendorf-Wüllenrath)

## Öffentlicher Personennahverkehr
Berrendorf ist durch die VRS-Linien 941, 950 und 988 der Rhein-Erft-Verkehrsgesellschaft an den öffentlichen Personennahverkehr angeschlossen.
| Linie | Verlauf |
| ----- | --- |
| 941   | Elsdorf Busbf – Giesendorf – Berrendorf – Widdendorf – Heppendorf – Ahe – Sindorf – Horrem Bf |
| 950   | Weiden Zentrum (Stadtb.) – Königsdorf Bf – Quadrath-Ichendorf Bf – Kenten – Bergheim Bf – Zieverich – Thorr – Grouven – Berrendorf – Giesendorf – Elsdorf – Angelsdorf – Esch – Niederembt – Frankeshoven – Oberembt – Bettenhoven – Rödingen |
| 988   | (Stammeln – Heppendorf – Widdendorf – Grouven – Berrendorf-Wüllenrath – Giesendorf –) Elsdorf – Angelsdorf – Esch – Tollhausen – Oberembt – Frankeshoven – Niederembt – Bedburg Schulzentrum / (Kirdorf – Blerichen – Bedburg Bf)             |

## Freizeitangebote

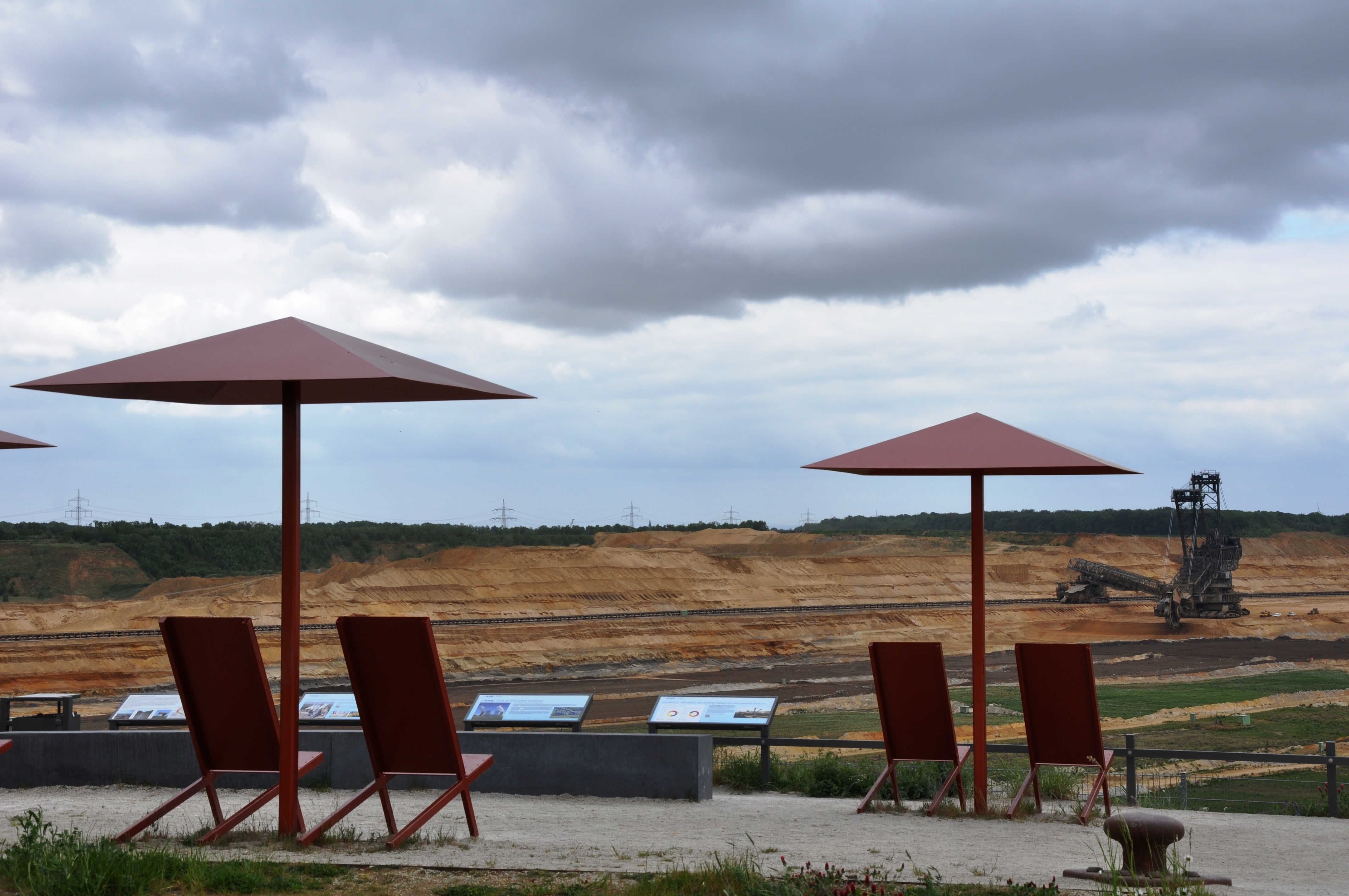
Aussichtspunkt auf den Tagebau von Terra Nova aus

Am Rande des Tagebaus Hambach wurde mit Terra Nova eine Freizeitanlage geschaffen, mit Gastronomie, Kinderspielplatz, Fußballgolf, Minigolf und anderen Angeboten sowie mit Aussichtspunkten auf den Tagebau.

## Belege
1. ↑  
Bevölkerung der Stadt Elsdorf zum Stichtag 31.03.2021. (PDF; 136 kB) In: elsdorf.de. Stadt Elsdorf, der Bürgermeister, abgerufen am 4. Mai 2021.
2. 1 2  
Bevölkerungszahlen Elsdorf 2018/2019. (PDF; 407 kB) In: elsdorf.de. Stadt Elsdorf, der Bürgermeister, 7. Mai 2019, archiviert vom Original am 11. August 2019; abgerufen am 12. August 2019.
3. ↑  Urkunde von 1360 zur Bestätigung des Wachszinses, durch den Herzog von Jülich.
4. ↑  Startseite - www.eventforum-terranova.de. In: Eventforum Terra Nova. 1. April 2016, abgerufen am 18. Mai 2016.